# 八戸市立根城小学校
八戸市立根城小学校（はちのへしりつ ねじょうしょうがっこう）は、青森県八戸市根城4丁目にある公立小学校。

## 概要
- 本校は、八戸駅東側、市中心街西側の根城地区にある。
- 主な進学先は、根城中学校。

## 沿革
- 1876年（明治9年）5月15日 - 売市村の民家を借用し、売市小学校創立。
- 1887年（明治20年）4月1日 -  売市尋常小学校と改称。
- 1893年（明治26年）9月30日 - 沼館尋常小学校廃止により、売市尋常小学校の分校になる。
- 1895年（明治28年）11月30日 - 大字売市字荒谷に移転。
- 1896年（明治29年）3月31日 - 沼館分校廃止。
- 1918年（大正7年）6月1日 - 笹子分校設置。
- 1930年（昭和5年）5月15日 - 新校舎落成移転。
- 1933年（昭和8年）4月7日 - 売市尋常高等小学校に改称。
- 1941年（昭和16年）4月1日 - 国民学校令により、売市国民学校に改称。
- 1943年（昭和18年）4月1日 - 根城国民学校に改称。
- 1947年（昭和22年）4月1日 - 学制改革（新学制）により、八戸市立根城小学校に改称。同日、根城中学校を併置し、高等科生を中学校に移籍。
- 1964年（昭和39年）3月31日 - 体育館竣工。
- 1966年（昭和41年）4月4日 - 鉄筋コンクリート校舎工事開始。同日から特殊学級設置。
- 1969年（昭和44年）3月28日 - 鉄筋コンクリート校舎第四期工事完了。
- 1972年（昭和47年）12月1日 - 増築校舎落成。
- 1976年（昭和51年）9月4日 - 創立100周年記念式典挙行。
- 1977年（昭和52年）4月1日 - 39学級となり、プレハブ校舎利用となる。
- 1979年（昭和54年）4月1日 - 学区の一部を分離し、江南小学校設立。29学級となる。
- 1981年（昭和56年）3月23日 - 笹子分校の学区が図南小学校の学区に編入され、閉校。
- 1988年（昭和63年）2月20日 - 体育館落成及び創立110周年記念式典挙行。
- 1994年（平成6年）12月28日 - 21時19分頃に発生した三陸はるか沖地震により、大きな被害を受ける。
- 1996年（平成8年）4月1日 - 学区の一部を分離し、白山台小学校開校。21学級となる。
- 2005年（平成17年）4月1日 - この年度から2学期制実施。
- 2011年（平成23年）
  - 3月11日 - 14時46分頃に発生した東日本大震災により、大きな被害を受ける。
  - 5月20日 - 1校舎耐震化工事終了、3校舎解体。
- 2012年（平成24年）3月31日 - 2校舎耐震化工事終了。

## 学区
- 根城の一部・売市の一部・桜木町・白山・南鹿島・鹿島町

## アクセス
- JR八戸線長苗代駅から
  - 徒歩で約1.9km・徒歩約30分。
  - 車で約2km・約3分。
- 八戸市営バス・南部バス「根城小学校前」バス停下車後、徒歩約255m・約4分。
- 八戸市営バス「根城五丁目」バス停下車後、徒歩約200m・約3分。

## 周辺
- 青い森信用金庫事務センター
- 国道104号
- 岩手銀行八戸支店
- 八戸ニューシティホテル
- 無縁塚神社

## 参考資料
- 『青森県教育史 別巻』（青森県教育委員会・1973年12月20日発行）721頁「学校沿革 小学校 根城小学校」